# 11703 Glassman
11703 Glassman è un asteroide della fascia principale. Scoperto nel 1998, presenta un'orbita caratterizzata da un semiasse maggiore pari a 2,6059120 UA e da un'eccentricità di 0,0830416, inclinata di 1,55925° rispetto all'eclittica.